# Simon Durand

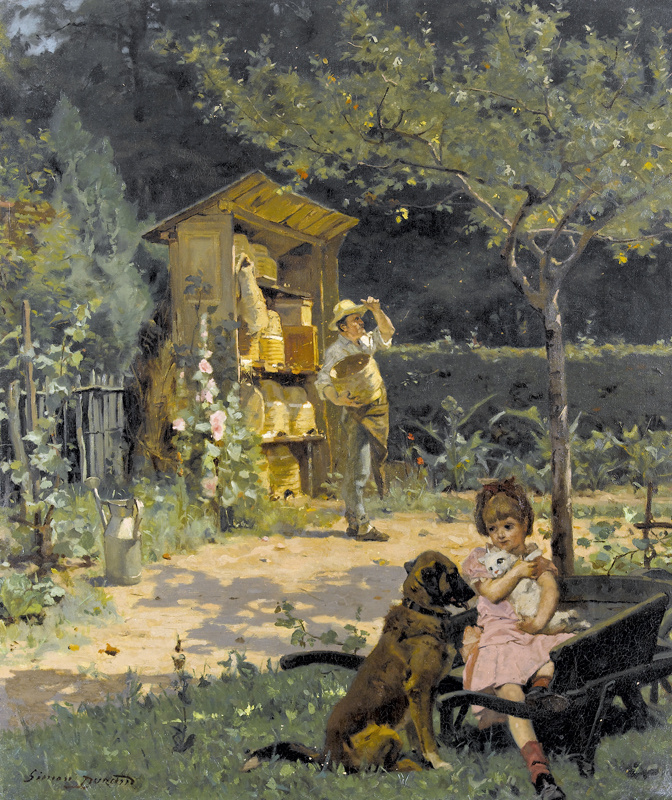
Simon Durand: Garten mit Imker und spielendem Mädchen

Simon Durand (* 18. Dezember 1838 in Genf; † 7. Mai 1896 in Cery (Gemeinde Prilly)) war ein Schweizer Genre- und Porträtmaler sowie Zeichner und Aquarellist.
Geboren als Sohn von Kaufmann Jean-Etienne Durand und Mary Martin, begann Simon Durand sein Kunststudium beim Graveur Louis-Moïse Spiess. Danach studierte er Malerei an der Genfer Kunstschule (École des Beaux-Arts) bei Barthélemy Menn. 1870 kam Durand nach Paris. Er schuf Wandmalereien im Rathaus von Plainpalais im Kanton Genf. 
Durand stellte regelmässig auf den Pariser Salons aus, wurde mit Goldmedaillen (Paris 1875, Rouen 1880 und Lyon 1894) sowie mit Silbermedaillen (Lyon 1882 und Paris 1889) ausgezeichnet. 